# Czerwone korale
Czerwone korale – singel grupy Brathanki wydany w 2000 roku w albumie Ano!.
Kilka miesięcy po wydaniu albumu media ujawniły, że kilka piosenek z Ano! (m.in. Czerwone Korale) to kompozycje węgierskiego muzyka Ferenca Sebő. Zespół odparł zarzuty o plagiat, twierdząc, iż był przekonany, że wykorzystuje tradycyjne melodie ludowe (co zresztą zaznaczył na płycie) i nie znał nazwiska kompozytora. Sam Sebő przyjął zaproszenie grupy do zagrania wspólnych koncertów i wziął udział w nagraniach drugiej płyty.
W teledysku do tego utworu wystąpił polski aktor Paweł Deląg.